# حي التعويضات (أبين)
حي التعويضات هو أحد أحياء مدينة جعار في محافظة أبين اليمنية. بلغ تعداد سكانه 1495 نسمة حسب التعداد السكاني في اليمن لعام 2004.